# Hard rock
El hard rock, rock pesado o rock duro, es un subgénero vagamente definido de la música rock surgido a mediados de la década de 1960 a partir de los movimientos del garage rock, el blues rock y el rock psicodélico. Se caracteriza por el uso de letras agresivas con guitarras eléctricas distorsionadas, un bajo, batería y, en ocasiones, teclados.
Dentro de sus orígenes e influencias se pueden mencionar estilos y géneros tan variados como el rock and roll clásico, el blues rock, el garage rock, el rock psicodélico y la música folk pero, desde diferentes puntos de vista, fue eliminando elementos externos y se constituyó como identidad propia. El término hard rock suele abarcar a los derivados y subgéneros del rock más «pesados» y «rudos» que el tradicional, entre los cuales se puede mencionar al heavy metal, el glam rock, el grunge, el glam metal, el rock sureño, el stoner rock, el punk rock e incluso el AOR entre otros, considerados como subgéneros comprendidos dentro del hard rock, o géneros derivados del mismo.

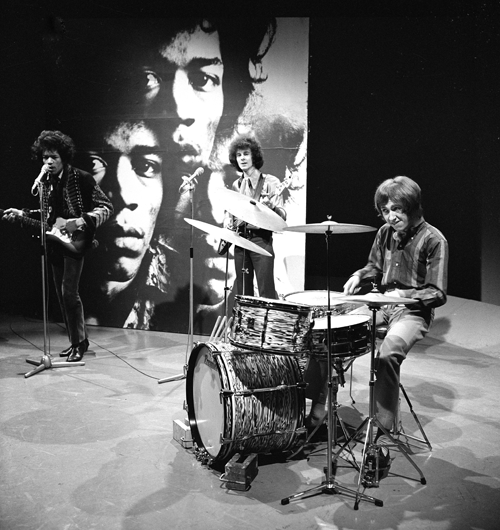
El supergrupo británico-estadounidense The Jimi Hendrix Experience son considerados uno de los primeros grupos de hard rock de los años 60.

Aunque The Kinks fue el primer artista conocido en ser catalogado como de este género con su canción de 1964 «You Really Got Me», serían otra míticas bandas de rock como The Jimi Hendrix Experience o Cream, quienes se consideran a partir de 1966, como una de las verdaderas creadoras del rock duro como entidad tangible y concreta. Asimismo, durante los años 1960 aparecieron otras bandas que practicaron variantes primitivas de este estilo y son consideradas como pioneras del género, artistas entre las que aparecen bandas como The Rolling Stones, The Beatles, Steppenwolf, MC5, Vanilla Fudge, The Amboy Dukes, Iron Butterfly, Blue Cheer y The Who.
Sin embargo, comúnmente se considera que quienes consolidaron al hard rock y sentaron sus bases musicales fueron Led Zeppelin, Deep Purple y Black Sabbath a principios de la década de los 70.
Entre mediados y finales de los setenta, AC/DC, los glamorosos Aerosmith, Kiss, Whitesnake, Queen, Alice Cooper y Van Halen dieron continuidad al hard rock junto a grupos como Bad Company, Rainbow, los progresivos Rush, Scorpions, Thin Lizzy y UFO, los escoceses Nazareth o la Ian Gillan Band, quienes terminaron de moldear al género en su totalidad.
Sus canciones suelen estar en una tonalidad mayor, con un uso maestro de las tonalidades menores; se usa mucho la escala pentatónica, al igual que en el rock, y los acordes tradicionales se sustituyen a menudo por acordes de quinta. Las progresiones de acordes se asocian a menudo a los grados I-V o I-V-VIII de la escala, al igual que en el rock and roll. Los efectos de distorsión de las guitarras cobran protagonismo, la batería puede alcanzar un rango de 100-150 golpes por minuto, siendo 120 un valor habitual. El solo de guitarra es una parte muy importante de la canción, tanto como la letra y la melodía de la voz. En cuanto a las letras, suelen ser más oscuras en el heavy metal y más festivas en el hard rock (a excepciones), tratando en numerosas ocasiones y, sobre todo, en los años ochenta del pasado siglo, sobre diversión, alcohol y chicas. Aunque las estructuras son similares en el hard rock y el heavy metal, el heavy metal es ligeramente más complicado en estructuras o, quizás, se presta más a temas más largos, con pasajes que modulan a tonalidades diferentes de la original y de su relativo mayor.

## Características

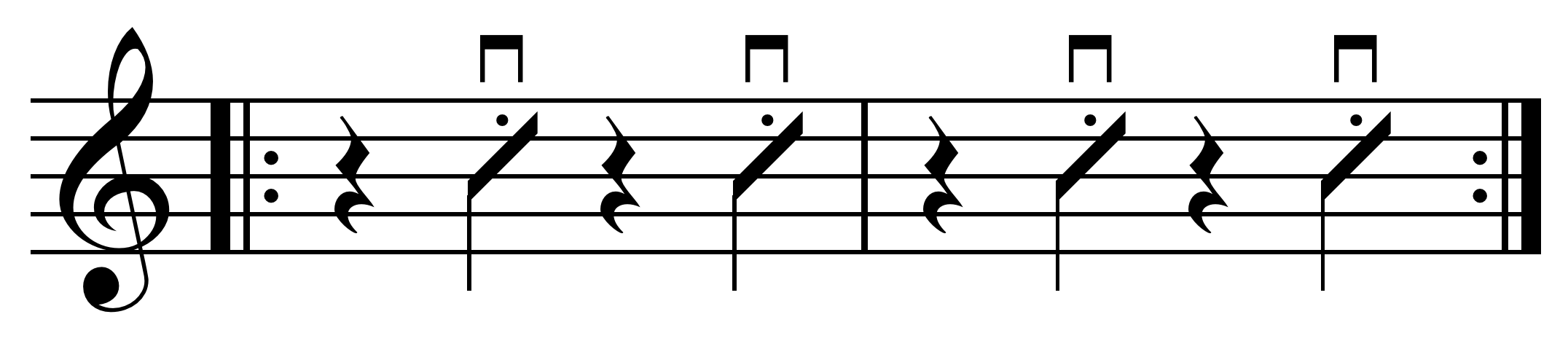
Notación de baterías de pulso.

El hard rock posee múltiples características. Sus canciones suelen estar en una tonalidad mayor, con un uso maestro de las tonalidades menores, especialmente en baladas. Se usa mucho la escala pentatónica, característica heredada del blues y los acordes tradicionales se sustituyen normalmente por «acordes de quinta» o «acordes de poder».
En los años 1980, se generaliza también el uso de escalas diatónicas como la escala jónica y la lidia. También adquieren cierta popularidad la escala frigia y la escala menor armónica, escalas más usadas en el heavy metal y que se caracterizan por ser más oscuras. Las progresiones de acordes se asocian a menudo a los grados I-V o I-IV-V de la escala, al igual que en el rock and roll.
Los altos efectos de distorsión de las guitarras cobran protagonismo, la batería puede alcanzar un rango de 100 a 150 golpes por minuto, siendo 120 un valor habitual.
El solo de la guitarra es una parte muy importante de la canción, los cuales suelen ser complejos, tanto como la letra y la melodía de la voz. También son muy comunes el órgano Hammond y los sintetizadores, con gran protagonismo en los años 1980, en el contexto del glam metal y el AOR.

## Historia

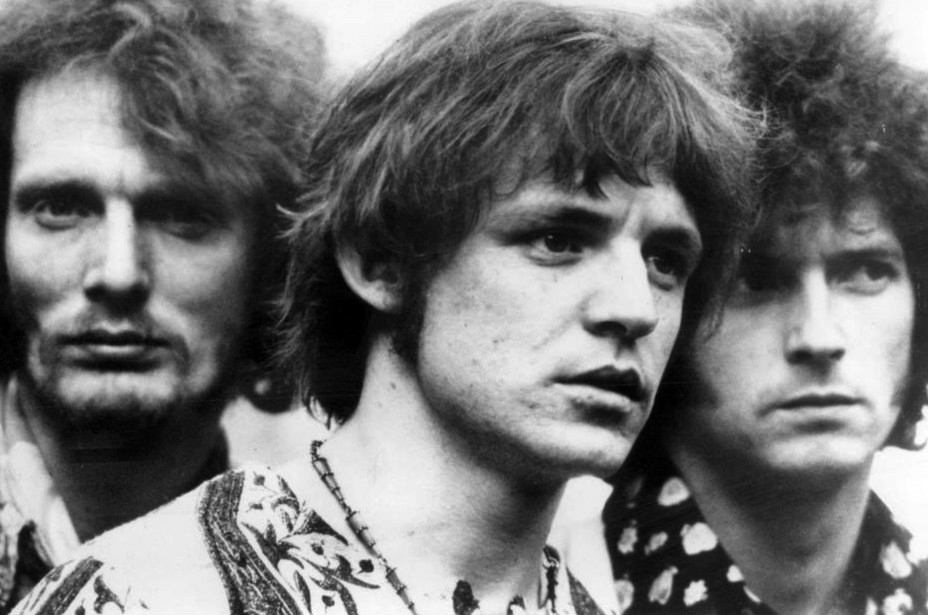
Fotografía de Cream de 1967. De izq. a der.: Baker, Bruce y Clapton.

### Orígenes (los cincuenta)
Los antecedentes y bases del rock duro se remontan a la década de 1950 especialmente con el estilo de rock and roll creado y popularizado por Elvis Presley  en yuxtaposición al de otros artistas del género más moderados o suaves como Buddy Holly y The Everly Brothers o del estilo Honky Tonk.  

### Década de los sesenta
La primera era del hard rock como subgénero surgió a finales de los años 1960 en Gran Bretaña con nombres como Cream, The Beatles, The Rolling Stones, The Jimi Hendrix Experience (a la parte residente en Londres), The Who, The Jeff Beck Group (con Rod Stewart); y en Estados Unidos con bandas como Vanilla Fudge, Blue Cheer, MC5, Iron Butterfly y Sir Lord Baltimore, y se consolidó a inicios de la década de 1970, cuando las bandas Led Zeppelin, Deep Purple, Black Sabbath, alcanzaron el estrellato mundial.
Asimismo, otros grupos pioneros secundaron a aquellos, enriqueciendo la escena del rock duro en los primeros años 1970, entre los que destacaron internacionalmente Grand Funk Railroad, Uriah Heep, Blue Öyster Cult, Alice Cooper, Status Quo, Kiss, Aerosmith, ZZ Top, Queen o los pioneros de las "guitarras gemelas": Wishbone Ash.
Posteriormente otros grupos como AC/DC, Scorpions o Van Halen también alcanzarían el éxito, siguiendo una similar senda estilística.
Black Sabbath, oriundos del Reino Unido y surgidos a finales de los años 1960, crearon rápidamente un género musical mucho más pesado, el cual luego fue denominado heavy metal, uno de los derivados más importantes del rock y nacido directamente del hard rock. Este género nuevo tendría un considerable predicamento desde fines de los años 1970 hasta mediados de los años 1980, recobrando popularidad en los años 1990, a través de subgéneros más fuertes.

### Década de los setenta: la expansión y el éxito masivo

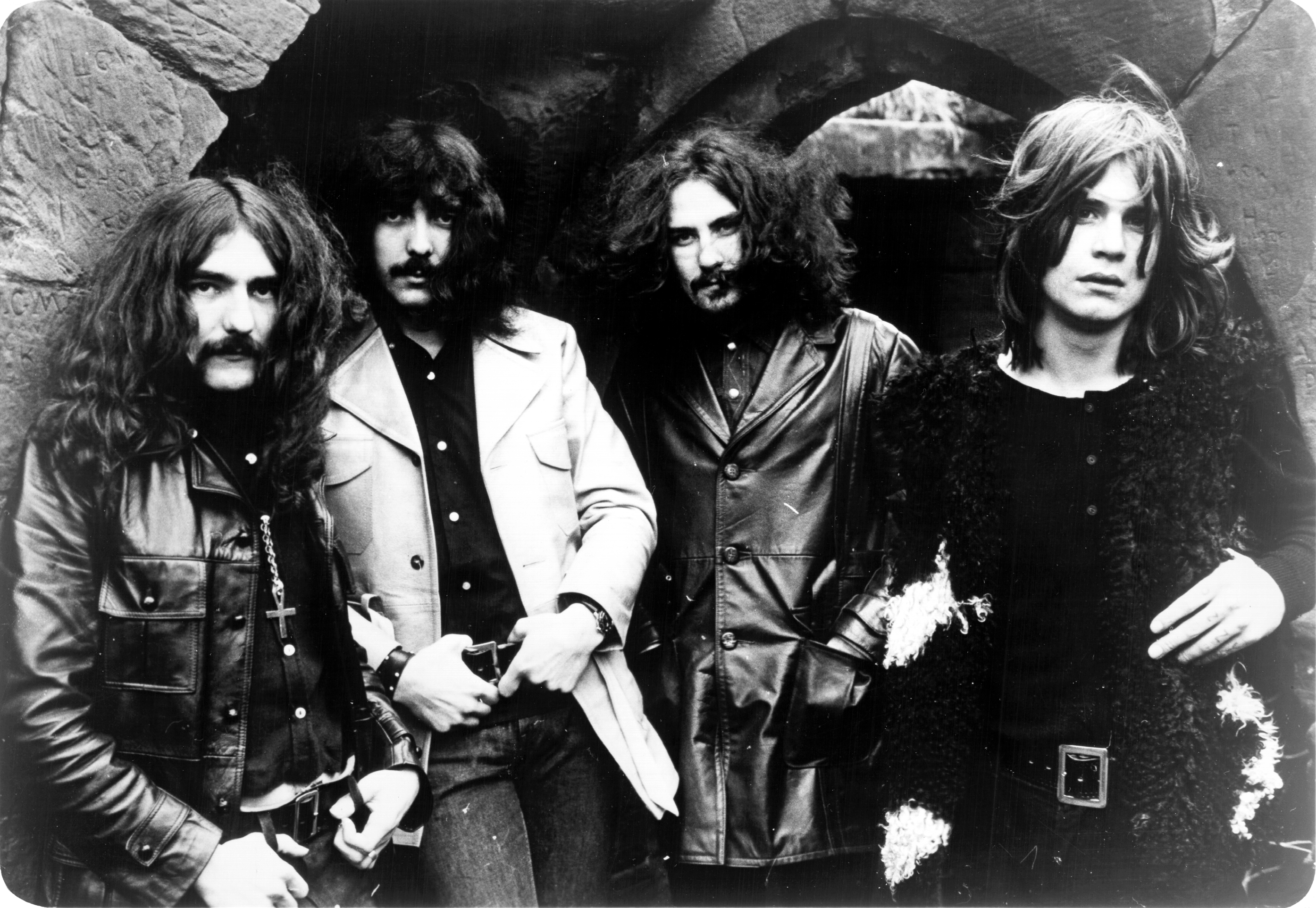
Black Sabbath en 1970. De izquierda a derecha: Butler, Iommi, Ward y Osbourne.

A principios de la década de 1970 los Rolling Stones desarrollaron su sonido de hard rock con "Exile on Main St". (1972). Inicialmente, recibió críticas mixtas, pero según el crítico Steve Erlewine, ahora es «generalmente considerado como el mejor álbum de los Rolling Stones». Ellos continuaron persiguiendo el sonido-riff pesado en álbumes incluyendo It's Only Rock 'n' Roll (1974) y Black and Blue (1976). Led Zeppelin comenzó a mezclar elementos de la música popular del mundo con su hard rock en Led Zeppelin II (1969) y Led Zeppelin IV (1971). Este último incluye la canción "Stairway to Heaven", que se convertiría en la canción más tocada en la historia de la radio.[cita requerida]

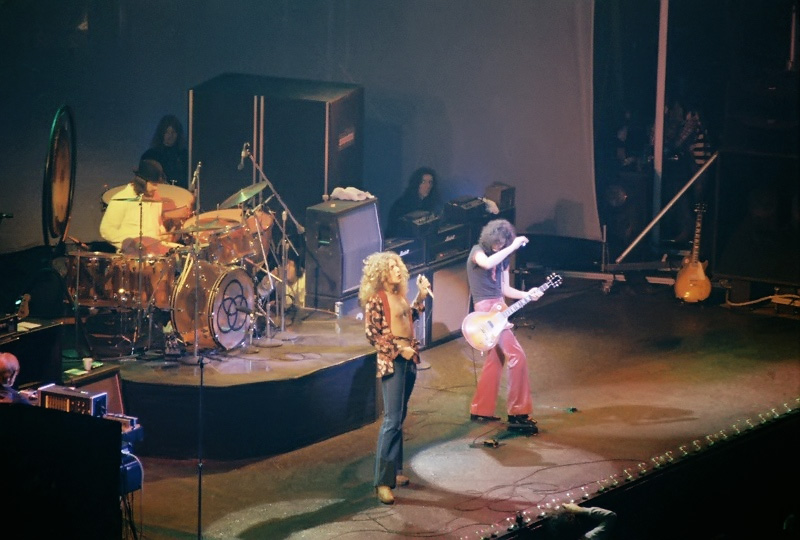
Led Zeppelin en directo en Chicago, 1975.

Black Sabbath, por su parte, llevó un papel muy importante dentro del hard rock, sobre todo en el desarrollo del heavy metal, debido a que destacaba la banda con un sonido más denso, más pesado y rudo, sobre llevando los límites del hard rock con sus discos Paranoid (1970) y Master of Reality (1971), el éxito del grupo fue muy masivo en todo el mundo, llegando a vender 4 millones de discos en todo el mundo en 1971.
En 1971, The Who siguió definiendo al género con el lanzamiento de Who's Next, su quinto álbum de estudio, que combinaba el sonido del Hard Rock y, además, le sumaba sintetizadores, lo que resultaba muy innovador para su época. Este álbum contaba con las icónicas canciones Baba O' Riley y Won't Get Fooled Again.
Deep Purple continuó definiendo el hard rock (con más influencias del blues), sobre todo con su álbum Machine Head (1972), que incluyó las canciones "Highway Star" y "Smoke on the Water", y hacia 1974 con la aparición del mismísimo David Coverdale, sacando tres discos entre ellos los exitosos "Burn" y "Stormbringer".
En 1975 el guitarrista Ritchie Blackmore abandonó Deep Purple para formar Rainbow, y después de la disolución de Purple, el vocalista David Coverdale formó Whitesnake.
En 1970 The Who lanzan Live at Leeds, a menudo visto como el arquetipo de un disco pesado en vivo, y al año siguiente lanzaron su aclamado Who's Next mezcla de rock pesado con un amplio uso de los sintetizadores.
Álbumes posteriores, incluyendo Quadrophenia (1973) y Who Are You (1978), su último álbum antes de la muerte del baterista Keith Moon, aún mantienen trazos de rock duro.
En 1974 el grupo estadounidense Kiss aparece en la escena con su disco homónimo Kiss que en ese momento es considerado la forma más extrema de rock.
En 1979 el grupo australiano AC/DC saca a la venta su disco Highway to Hell, lo cual hizo que el grupo tuviera un reconocimiento internacional debido a que este disco es considerado un clásico del género, ese mismo año Cheap Trick saca su disco Live at Budokan lo cual hizo que el grupo alcanzara el estrellato internacional debido a su enérgico sonido y mejores interpretaciones.

### Década de los ochenta: elheavy metal
La década de 1980 fue la época de menor éxito comercial del hard rock reencarnado como glam metal (también conocido como hair metal), y arrastrado por la creciente popularidad del heavy metal, su estilo hermano.
En 1980 la banda australiana AC/DC, publica uno de los álbumes más exitosos y vendidos en la historia de la música rock en general: Back in Black con Brian Johnson como vocalista,después de la trágica muerte del anterior cantante, Bon Scott.
Otros artistas importantes del género hard rock, que tuvieron fuerte presencia a inicios y mediados de los años 1980 (mayormente practicando un rock glamoroso), fueron el ya veterano Ted Nugent, Quiet Riot, Night Ranger, Bon Jovi, Van Halen (con Sammy Hagar y con David Lee Roth), Twisted Sister, W. A. S. P., David Lee Roth como solista, Def Leppard y Whitesnake banda surgiente en los años 70 pero rotundamente exitosa entre mediados de 1980 y 1990 por uno de los padres del hard rock David Coverdale.

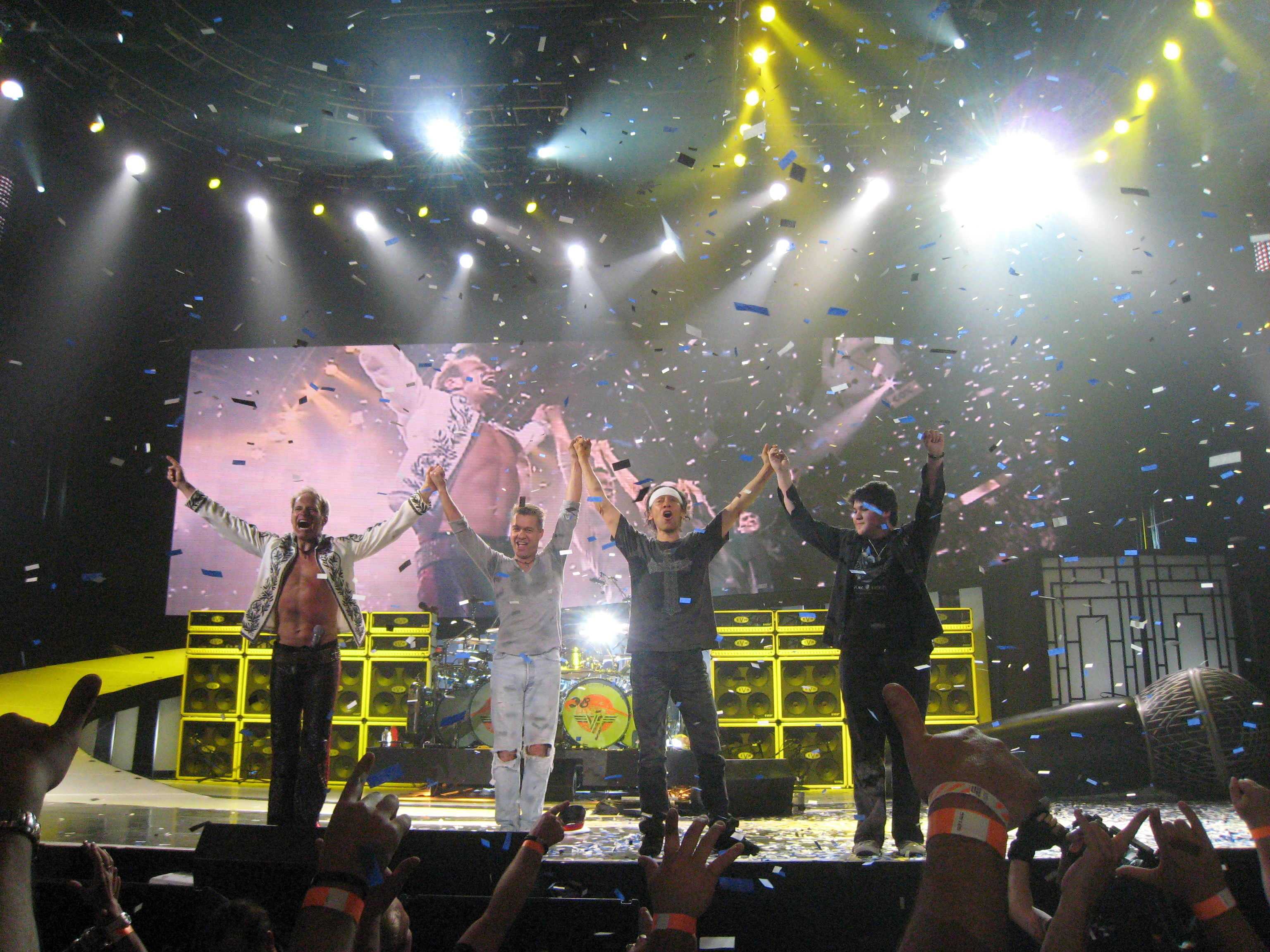
Van Halen.

Surgidos en los años 1970 en los que llegaron a ser algunas de las bandas más exitosas del panorama musical americano, Kiss y Aerosmith volverían a gozar de la notoriedad de la década anterior y se confirmarían como una de las influencias más claras para todo una serie de bandas surgidas en la escena americana como Bon Jovi, Cinderella, W.A.S.P. o Poison.
En el año 1978 la banda norteamericana Van Halen revolucionó el panorama musical. El estilo a la guitarra de Edward Van Halen, el carisma sobre el escenario de su cantante David Lee Roth y la actitud festiva unida a la mezcla entre melodía y Hard Rock clásico hicieron del primer disco de Van Halen un modelo a seguir para toda una serie de bandas que surgirían en los años 1980.
Con frecuencia asociados con la NWOBHM, en 1981 Def Leppard lanzó su segundo álbum High and Dry, mezclando Glam Rock con Heavy Metal y ayudando a definir el sonido del Hard Rock durante la década. El siguiente álbum Pyromania (1983), alcanzó el número dos en las listas estadounidenses y los sencillos Photograph, Rock of Ages y Foolin, ayudados por el surgimiento de MTV, llegaron al Top 40. El estilo de Def Leppard, Kiss, Aerosmith y Van Halen fue ampliamente emulado, particularmente por la emergente escena californiana de Glam Metal.
Esta década fue dominada principalmente por la mencionada corriente denominada glam metal (estilo que tenía elementos mezclados, del glam rock de los años 1970, del hard rock y un poco del heavy metal), y el cual gozó de alta popularidad en los medios de difusión, con grupos como Bon Jovi, Ratt, W.A.S.P., Poison, Mötley Crüe, White Lion, Guns N' Roses, Skid Row, los renacidos Kiss (ya sin maquillaje) o los más melódicos Nelson, conjuntos que lograron éxitos en el circuito comercial, en buena parte gracias a la alta difusión dada por la cadena televisiva MTV (a través de videoclips), y las radios de frecuencia modulada.
De manera underground, y ya dentro del ámbito del metal puro, también se gestaron grupos orientados hacía un sonido más extremo, con números como Metallica, Megadeth, Anthrax, Slayer o Manowar.
Dos de los álbumes más exitosos de esta década fueron Slippery When Wet de Bon Jovi, editado 1986 y que vendió más de 29 millones de copias en todo el mundo, convirtiéndose en el álbum de glam metal más vendido de la historia, y el laureado Appetite for Destruction de Guns N' Roses, que vio la luz en 1987 y combinaba elementos heavy metal, hard rock y glam rock, llegando a vender más de 32 millones de copias a nivel mundial, siendo el álbum debut más vendido de la historia del rock.

### Década de los noventa: elgrunge
El principio de los años 1990 marcó el fin de la escena del glam metal, principalmente porque la televisión y las radios dirigieron su atención hacia un nuevo movimiento que estaba ganando terreno: el grunge, el cual se basaba en un sonido alternativo de rock duro menos artificioso, más crudo, fuertemente influido por bandas de los años 1970 (como Black Sabbath o Led Zeppelin), por el punk, y con una estética muchísimo más despojada, opaca y pesimista.

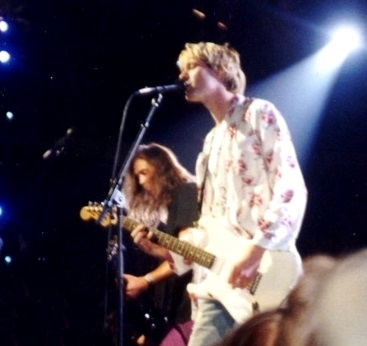
Nirvana en 1992.

Este movimiento tuvo bandas muy influyentes tales como Nirvana, Pearl Jam, Alice in Chains y Soundgarden, entre las más conocidas. Cabe destacar también a Guns N' Roses y Skid Row, como bandas de hard rock que tienen su pico de popularidad a principios de los años 1990, coincidiendo brevemente con la época más vigorosa del grunge.
El grunge decaería en cuanto a popularidad a mediados de la década de 1990, en parte debido a la muerte del vocalista, guitarrista y principal compositor de Nirvana, Kurt Cobain, y a la separación de estos mismos, quienes fueron el grupo más popular del género en aquellos años, y en parte debido a un rápido agotamiento del estilo, en general. Dave Grohl, ex-batería de Nirvana, tras la disolución del grupo, fundó la exitosa y potente banda Foo Fighters, con un estilo hard rock alejado del grunge.
Viejas glorias setenteras como Kiss, AC/DC, Aerosmith, Van Halen o Scorpions experimentan cíclicos picos de recobrada popularidad, según publiquen nuevos álbumes, más o menos exitosos, aunque siempre manteniéndose en el candelero.
Del mismo modo existieron bandas que, a la sombra del popular grunge, permanecieron fieles a su sonido hard rock, dentro de las cuales se pueden mencionar a House of Lords, Giant, Gotthard, Tesla, Red Dawn, Firehouse, Harem Scarem o los mismísimos Ratt y W.A.S.P..

### 2000-2014: supervivencia y resurgimiento

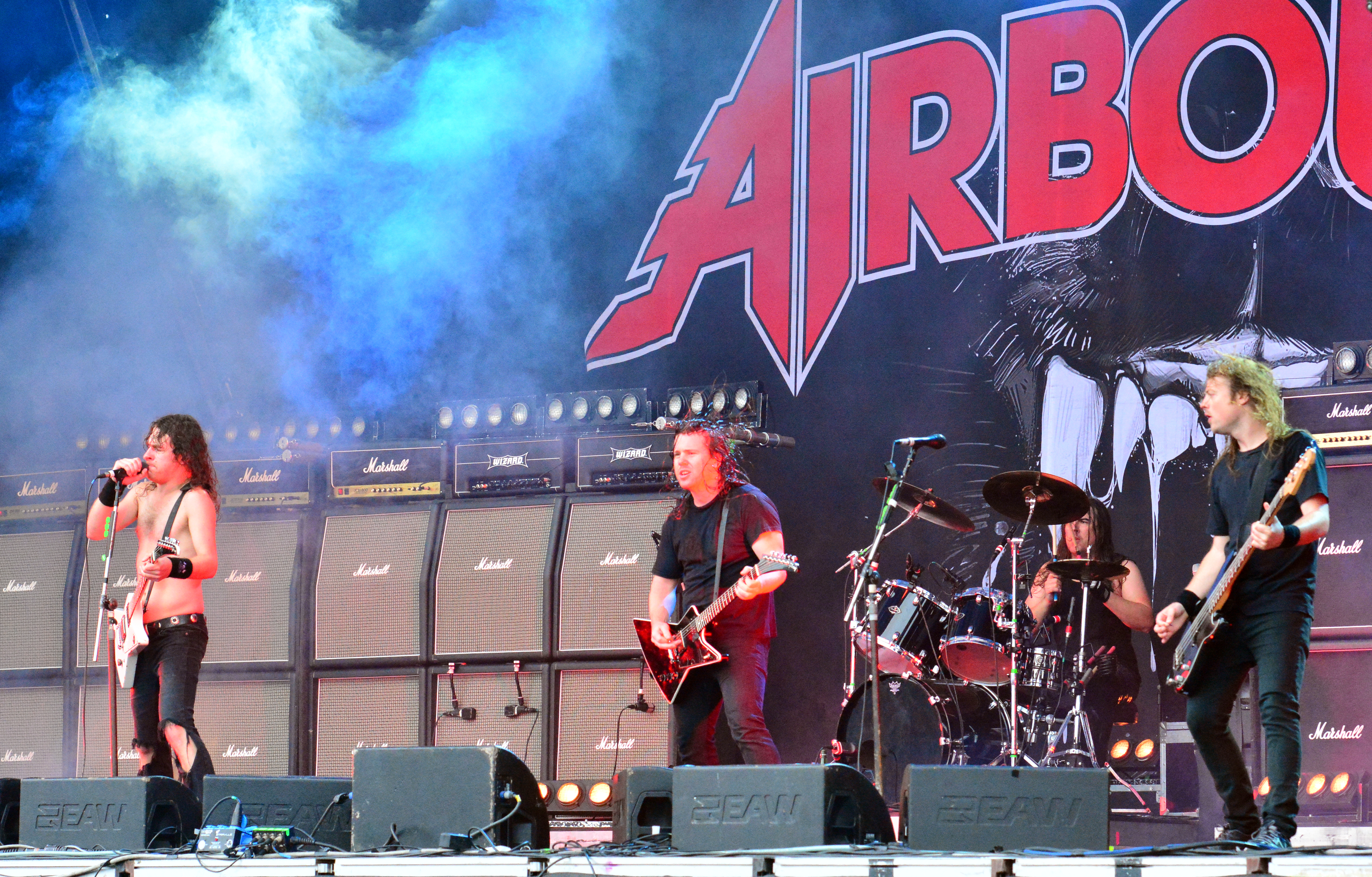
Airbourne.

Con el cambio de siglo, en la década de los 2000, llega el resurgimiento, el reciclaje, el revivalismo y los retornos a los orígenes. El stoner rock (también conocido como stoner metal, en su variante más pesada), surgido en los años 1990 con Kyuss a la cabeza, como un revival que aunaba elementos del primer Black Sabbath, con guiños sesenteros y atmósferas de rock espacial y jam session, se hace fuerte en esta década, con bandas como Monster Magnet, Nebula, Fu Manchu, Los Natas, Spiritual Beggars y, comercialmente hablando, con Queens of the Stone Age, grupo formado por el guitarrista de Kyuss, Josh Homme, que se destapan como banda de alcance mainstream.
Por otra parte, nombres como The Darkness, Steel Panther, Turbonegro, The Answer, The Hellacopters, Wolfmother o Airbourne practicaron y practican un retorno al glam metal ochentero y al hard rock de otrora, aunque algo más humorístico, pesado y hasta paródico. También cabe mencionar el regreso de algunas bandas clásicas que tuvieron gran éxito en el pasado como Europe, Bon Jovi, Scorpions o Axl Rose con Guns N' Roses, lo que a su vez propició la vuelta de otros conjuntos de menos calado como Whitesnake, Def Leppard, Stryper, Winger, Skid Row, Poison, Tesla, Dokken, White Lion o Van Halen con David Lee Roth, quienes siguieron en la brecha.

### Desde 2015: desvanecimiento progresivo
Debido al cambio generacional y la creciente popularidad de otros estilos musicales, el hard rock comenzó a sufrir un desvanecimiento progresivo a partir de mediados de la década de 2010, que se fue acentuando con el paso de los años. Muchos de los fanáticos de toda la vida, que ya eran personas de mediana edad o incluso más mayores, dejaron de acudir a los conciertos por motivos de edad o ya solo acudían a ver a los grupos más populares, mientras que las nuevas generaciones de jóvenes se vieron fuertemente atraídos por los estilos musicales de moda, como el hip hop, el trap o el reguetón, que tuvieron una enorme repercusión en ellos, o por algunos subgéneros del metal más duros como el black metal, el power metal o el death metal, por lo que cada vez fueron menos los jóvenes que se interesaron por el hard rock, rompiéndose así el relevo generacional. Esto, sumado al ninguneo por parte de los medios de comunicación y las discográficas, provocó que los conjuntos perdieran a la mayor parte de su audiencia, y solo los más grandes lograron mantener al grueso de sus seguidores. A raíz de ello, muchas bandas optaron por separarse y otras se resignaron a tocar en bares o pequeños festivales solo por placer.